# 直音
直音（ちょくおん）とは、日本語の音節の一種。1モーラを形成する。拗音（ようおん）の対語である。狭義では音声学上、直音は標準的な日本語に存在する音節のうち、硬口蓋化も円唇化もされない頭子音によるものであり、対立する拗音のある音節のみを指す。これは日本語音韻体系の説明などで言及される。広義では拗音・促音以外の標準的な日本語のモーラ全般のことを指し、モーラ及び仮名の分類に使われることがある。
拗音は仮名2文字を使って表記されるのに対して、直音は通常仮名1文字で表記される。

## 直音の表
|  | 対応する拗音をもつもの（括弧内が拗音）。外来語特有のものは除く。 |

| 行＼段 | 清音             | 清音   | 清音       | 清音   | 清音       | 行＼段 | 濁音             | 濁音 | 濁音       | 濁音 | 濁音       |
| 行＼段 | あ段             | い段   | う段       | え段   | お段       | 行＼段 | あ段             | い段 | う段       | え段 | お段       |
| あ行   | あ               | い     | う         | え     | お         |        |                  |      |            |      |            |
| か行   | か（きゃ・くゎ） | き     | く（きゅ） | け     | こ（きょ） | が行   | が（ぎゃ・ぐゎ） | ぎ   | ぐ（ぎゅ） | げ   | ご（ぎょ） |
| さ行   | さ（しゃ）       | し     | す（しゅ） | せ     | そ（しょ） | ざ行   | ざ（じゃ）       | じ   | ず（じゅ） | ぜ   | ぞ（じょ） |
| た行   | た（ちゃ）       | ち     | つ（ちゅ） | て     | と（ちょ） | だ行   | だ（ぢゃ）       | ぢ   | ず（ぢゅ） | で   | ど（ぢょ） |
| な行   | な（にゃ）       | に     | ぬ（にゅ） | ね     | の（にょ） |        |                  |      |            |      |            |
| は行   | は（ひゃ）       | ひ     | ふ（ひゅ） | へ     | ほ（ひょ） | ば行   | ば（びゃ）       | び   | ぶ（びゅ） | べ   | ぼ（びょ） |
| は行   | は（ひゃ）       | ひ     | ふ（ひゅ） | へ     | ほ（ひょ） | ぱ行   | ぱ（ぴゃ）       | ぴ   | ぷ（ぴゅ） | ぺ   | ぽ（ぴょ） |
| ま行   | ま（みゃ）       | み     | む（みゅ） | め     | も（みょ） |        |                  |      |            |      |            |
| や行   | や               | （い） | ゆ         | （え） | よ         |        |                  |      |            |      |            |
| ら行   | ら（りゃ）       | り     | る（りゅ） | れ     | ろ（りょ） |        |                  |      |            |      |            |
| わ行   | わ               | ゐ     | （う）     | ゑ     | を         |        |                  |      |            |      |            |
| ん     | ん               |        |            |        |            |        |                  |      |            |      |            |